# Mistrzostwa Jamajki w Lekkoatletyce 2011
Mistrzostwa Jamajki w Lekkoatletyce 2011 – zawody lekkoatletyczne, które odbywały się od 23 do 26 czerwca w Kingston.
Impreza była kwalifikacją do reprezentacji kraju na mistrzostwa świata, które na przełomie sierpnia i września odbywały się w Korei Południowej. W zawodach nie wziął udziału rekordzista świata Usain Bolt.

## Rezultaty

### Mężczyźni
| Konkurencja:                  | 1. miejsce        | Rezultat     | 2. miejsce         | Rezultat   | 3. miejsce        | Rezultat   |
| Bieg na 100 m                 | Asafa Powell      | 10,08        | Yohan Blake        | 10,09      | Steve Mullings    | 10,10      |
| Bieg na 200 m                 | Steve Mullings    | 20,11 SB     | Nickel Ashmeade    | 20,32      | Mario Forsythe    | 20,36 PB   |
| Bieg na 400 m                 | Riker Hylton      | 45,30 PB     | Leford Green       | 45,46 PB   | Lanceford Spence  | 45,46 SB   |
| Bieg na 800 m                 | Aldwyn Sappleton  | 1:49,07 SB   | Ricardo Cunningham | 1:49,19 SB | Eric Ramsay       | 1:49,72 PB |
| Bieg na 1500 m                | Rayon Lawrence    | 3:52,36 PB   | Shawn Pitter       | 3:55,70    | Kevin Campbell    | 3:56,81    |
| Bieg na 5000 m                | Leighton Spencer  | 16:22,12     | Andrew Gutzmore    | 17:03,42   | Markeino Campbell | 17:37,94   |
| Bieg na 110 m przez płotki    | Andrew Riley      | 13,36        | Dwight Thomas      | 13,38      | Richard Phillips  | 13,40 SB   |
| Bieg na 400 m przez płotki    | Leford Green      | 49,19 SB     | Josef Robertson    | 49,64      | Roxroy Cato       | 49,66 SB   |
| Bieg na 3000 m z przeszkodami | Okley Coke        | 10:57,37     | Ivin Johnson       | 11:45,45   |                   |            |
| Skok wzwyż                    | Darrel Garwood    | 2,10 SB      | Kemarki Absalom    | 2,00       | Jhaun Bryan       | 2,00       |
| Skok o tyczce                 | Jabari Ennis      | 5,00         | Kazuma Davis       | 4,20       | Devon Dobson      | 4,20       |
| Skok w dal                    | Tarik Batchelor   | 8,17w        | Julian Reid        | 8,08 PB    | Nicholas Gordon   | 7,92       |
| Trójskok                      | Nick Thomas       | 16,12        | Wilbert Walker     | 16,11      |                   |            |
| Pchnięcie kulą                | Dorian Scott      | 19,50        | O’Dayne Richards   | 19,21 PB   | Raymond Brown     | 17,91      |
| Rzut dyskiem                  | Traves Smikle     | 59,83 NJR PB | Jason Morgan       | 58,71      | Chad Wright       | 55,54      |
| Rzut oszczepem                | Roland Henningham | 52,51        | Robert Barnes      | 49,11      |                   |            |

### Kobiety
| Konkurencja:                  | 1. miejsce              | Rezultat     | 2. miejsce        | Rezultat     | 3. miejsce         | Rezultat   |
| Bieg na 100 m                 | Veronica Campbell-Brown | 10,84        | Kerron Stewart    | 10,97        | Jura Levy          | 11,10 PB   |
| Bieg na 200 m                 | Veronica Campbell-Brown | 22,44 SB     | Kerron Stewart    | 22,63 SB     | Sherone Simpson    | 22,73 SB   |
| Bieg na 400 m                 | Novlene Williams-Mills  | 50,05 SB     | Rosemarie Whyte   | 50,40 SB     | Shericka Williams  | 50,81 SB   |
| Bieg na 800 m                 | Kenia Sinclair          | 2:00,96      | Natoya Goule      | 2:01,45 PB   | Clora Williams     | 2:04,20    |
| Bieg na 1500 m                | Kenia Sinclair          | 4:18,00      | Korine Hinds      | 4:19,93      | Rolanda Bell       | 4:22,58 PB |
| Bieg na 100 m przez płotki    | Indira Spence           | 13,08        | Vonette Dixon     | 13,12        | Delloreen Ennis    | 13,13      |
| Bieg na 400 m przez płotki    | Kaliese Spencer         | 54,15        | Ristananna Tracey | 54,58 AJR PB | Nickiesha Wilson   | 55,95      |
| Bieg na 3000 m z przeszkodami | Korene Hinds            | 9:41,67      | Mardrea Hyman     | 9:46,15      |                    |            |
| Skok wzwyż                    | Kimberly Williamson     | 1,83         | Sheree Francis    | 1,80         | Marisa Cadienhead  | 1,75 SB    |
| Skok w dal                    | Jovanee Jarrett         | 6,44         | Francine Simpson  | 6,23         | Chanice Porter     | 6,20       |
| Trójskok                      | Sasha-Kay Matthias      | 13,10 PB     | Melissa Ogbourne  | 13,08 SB     | Shantel Thompson   | 13,00 SB   |
| Pchnięcie kulą                | Zara Northover          | 16,32        | Micara Vassell    | 13,87        | Shauna-Kay Woolery | 13,80      |
| Rzut dyskiem                  | Allison Randall         | 53,28 PB     | Candicea Bernard  | 45,53        | Keisha Walkes      | 44,67      |
| Rzut młotem                   | Nicky Grant             | 60,33        | Kadine Johnson    | 54,33        | Daina Levy         | 53,49      |
| Rzut oszczepem                | Olivia McKoy            | 52,33 SB     | Kateema Riettie   | 51,10        | Veleisha Valker    | 39,03      |
| Siedmiobój                    | Janieve Russell         | 5361 pkt. PB | Salsa Slack       | 5345 pkt.    |                    |            |